# Beautiful Mess
Beautiful Mess – utwór bułgarskiego piosenkarza Kristiana Kostowa wydany w formie cyfrowego singla 13 marca 2017 roku pod szyldem BNT i wytwórni muzycznej Universal. Piosenkę napisali Borisław Milanow, Sebastian Arman, Joacim Bo Persson, Alex Omar i Alexander V. Blay.
29 marca 2017 roku na kanale wytwórni Virgina Records w serwisie YouTube opublikowano krótki fragment oficjalnego teledysku do piosenki. Premiera klipu, którego reżyserem został Liusi Iliaronow, nastąpiła dwa dni później
W 2017 roku ogłoszono, że utwór będzie propozycją reprezentującą Bułgarię w 62. Konkursie Piosenki Eurowizji organizowanym w Kijowie. Kristian Kostow zaśpiewał utwór w drugim półfinale widowiska i wygrał ten półfinał z sumą 403 punktów. W finale zajął ostatecznie drugie miejsce po zdobyciu łącznie 615 punktów.

## Lista utworów
CD single
1. „Beautiful Mess” – 3:00